# ياسر موسى
ياسر موسى (بالإنجليزية: Yasser Musa)‏ هو كاتب بليزي، ولد في 17 يوليو 1970 في مدينة بليز في بليز.